# Simon Bamberger (Rabbiner)

Gedenktafel für Simon Bamberger in Hamburg-Wandsbek in der Nähe der früheren Synagoge

Simon Simcha Bamberger (* 21. Juli 1871 in Würzburg; † 13. April 1961 in Kirjat Motzkin, Israel) war ein deutscher, später israelischer Rabbiner.

## Frühes Wirken
Simon Bamberger kam aus einer in Würzburg alteingesessenen Familie. Er erwarb 1894 das Rabbinerdiplom und arbeitete danach als Assistent am Rabbinat in seiner Geburtsstadt. 1899 zog der nach Hohensalza, wo er als Rabbiner und Religionslehrer wirkte. Hier lernte er Bertha Cohn kennen, die er heiratete und mit der er bis 1910 drei Töchter bekam. Am 1. Juni 1902 übernahm er von David Hanover die Stelle des Gemeinderabbiners in Wandsbek, wo die Familie in der Schloßstraße 2 d wohnte.

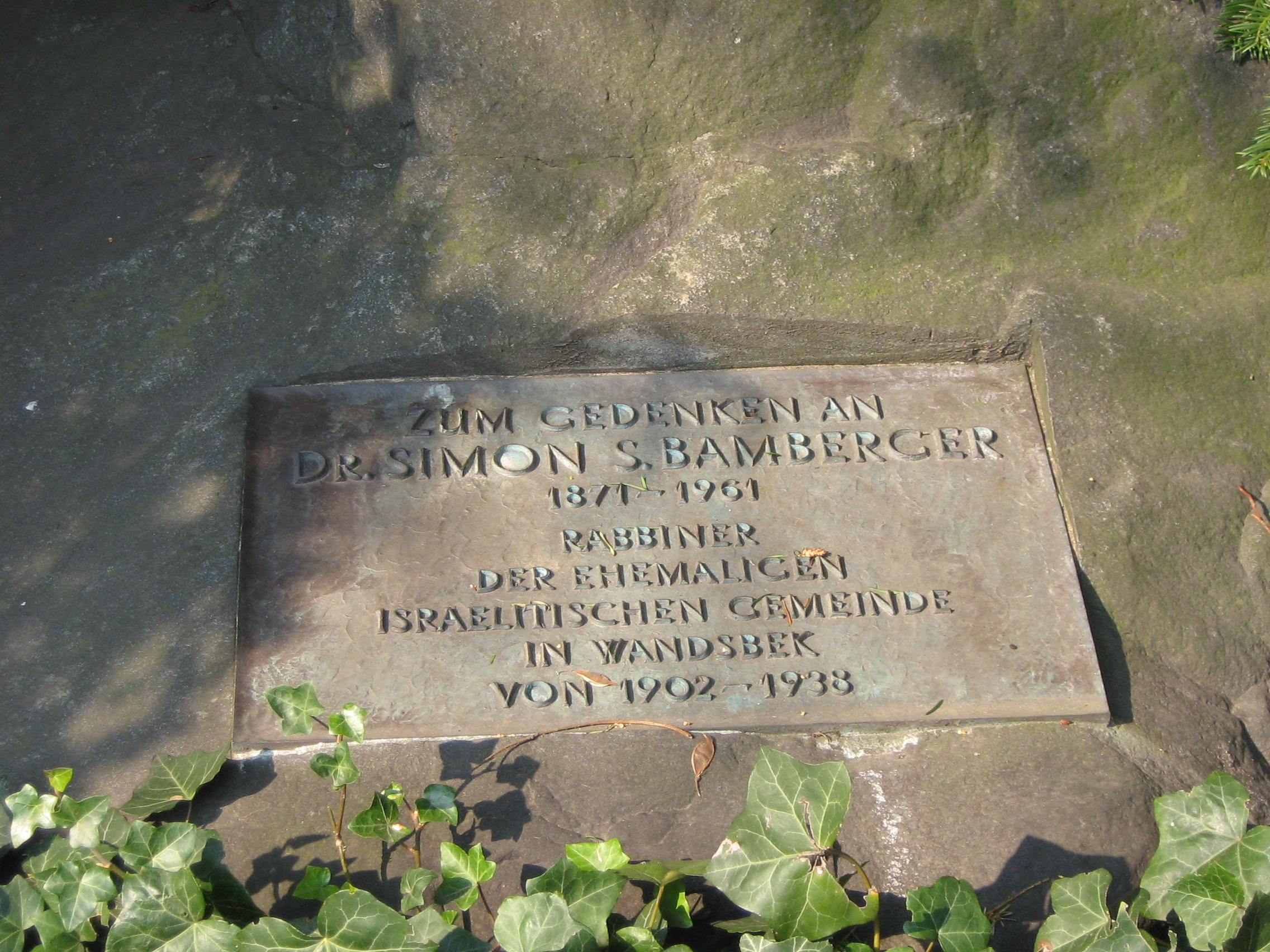
Gedenkstein für Simon S. Bamberg am jüdischen Friedhof Hamburg-Wandsbek

Während der Zeit in Wandsbek wurde Bamberger abwechselnd integriert und ausgegrenzt. 1903 sprach er bei der Feier anlässlich des 100-jährigen Bestehens des Husaren-Regiments Nr. 15, das in Wandsbek stationiert war. 1913 legte er gemeinsam mit Gemeindevorsteher Benny Beith bei Bürgermeister Erich Wasa Rodig Protest gegen Lehrkräfte des Matthias-Claudius-Gymnasiums ein, die als Antisemiten galten. Während des Ersten Weltkriegs musste Bamberger die Judenzählung übernehmen. Der Oberbürgermeister beschrieb den Rabbiner 1919 in einem dienstlichen Gutachten als einen Menschen, der streng die Sitten befolgte und über den sich niemand beschwert habe. Das bedeutendste Ereignis seines Berufslebens war vermutlich 1927 die Feier des 25-jährigen Jubiläums, bei der Juden und Christen, Verwaltungsmitarbeiter und Politiker Bamberger gratulierten und Lobreden hielten.

## Zeit des Nationalsozialismus
Spätestens ab 1930, als sein Wohnhaus mit rassistischen Parolen verunstaltet wurde, sah sich Bamberger offenem Antisemitismus ausgesetzt. Seine Tochter Kela verließ das Deutsche Reich im selben Jahr gen Palästina, die Töchter Male und Hella zogen 1935 dorthin. 1936 besuchte Bamberger seine drei emigrierten Kinder und kehrte anschließend nach Wandsbek zurück. Auf einem Abend der jüdischen Gemeinde erzählte er positiv von den Erlebnissen seiner Reise.
Nach einer angemeldeten nächtlichen Andacht in Wandsbek inhaftierten die Nationalsozialisten Bamberger und verhörten ihn mehrere Stunden auf unwürdige Art und Weise. Die Haft endete am nächsten Morgen. Eine weitere Schutzhaft der Gestapo erfolgte, da Bamberger den Vorsitz der Henry-Jones-Loge innehatte. Neben Beleidigungen auf offener Straße musste der Rabbiner erleben, dass Gymnasiasten Wände und Türen seiner Wohnung verunstalteten. Die Gestapo konfiszierte an Bamberger adressierte Bücher in hebräischer Sprache und gab sie an einen auswärtigen Pfarrer zur Prüfung. Der Rabbiner bekam die Bücher erst Monate später zurück und wurde dadurch in seinen Forschungen behindert.
Bamberger verließ daraufhin Wandsbek und zog 1937 mit seiner Frau in die Schlüterstraße 37 in Hamburg. Hier leitete er das Museum für jüdische Volkskunde und die Bibliothek der Gemeinde, die sich in der Beneckestraße 6 befanden. Er hatte dort auch eine Privatbibliothek. Der Zugang zu seinen Büchern war ihm ab 1938 nicht mehr möglich, ebenso durfte er sie nicht außer Landes bringen. Im Oktober 1938 musste die Synagoge schließen. Bamberger ging noch einmal nach Wandsbek und ermutigte die wenigen dort lebenden jüdischen Familien, trotz der widrigen Umstände weiterhin die jüdische Kultur zu leben.

## Emigration
Nach erniedrigenden Kontrollen ihres Gepäcks emigrierte Bamberger im Februar 1939 mit seiner Ehefrau nach Kirjat Motzkin in das damalige Mandatsgebiet Palästina. Das Ehepaar kaufte hier später eine Wohnung in einem Gemeinschaftshaus. Die Bibliothek des Rabbiners in Hamburg wurde bei der Zerstörung des Gebäudes durch Bombentreffer 1943 vernichtet. 
Als der Vorstand der Jüdischen Gemeinde Hamburg 1953 plante, Grabstätten auf dem Friedhof Jenfelder Straße umzubetten, bat sie Bamberger um eine Einschätzung dieser Maßnahme. Als ehemaliger Gemeindevorstand empfahl er, von den Umbettungen abzusehen, da das Religionsgesetz die ewige Totenruhe vorsehe. Die Gemeinde führte die Umbettung trotzdem, jedoch anders als ursprünglich geplant, in einem geringeren Umfang durch.
Simon Bamberger starb 1961 in Israel. Seit 1984 befindet sich ein Gedenkstein für ihn am Jüdischen Friedhof Wandsbek. 2024 wurde eine Gedenktafel in Form einer Stele in der Nähe der früheren Synagoge aufgestellt.

## Publikationen
Während seiner Zeit in Norddeutschland übernahm Bamberger mehrere Ehrenämter. Dazu zählte der Vorsitz des Rabbinerverbandes Norddeutschland und die Geschäftsführung des Verbandes der Jüdischen Gemeinden in Schleswig-Holstein. In diesen Positionen, aber auch als Vorsitzender der Henry-Jones-Loge und Museumsleiter, schrieb er Aufsätze, Artikel und Rezensionen. Seine Beiträge erschienen bspw. im „Israelitischen Kalender“ und im „Jahrbuch für die Jüdischen Gemeinden in Schleswig-Holstein“.